# Central Tejo (conjunto arquitectónico)

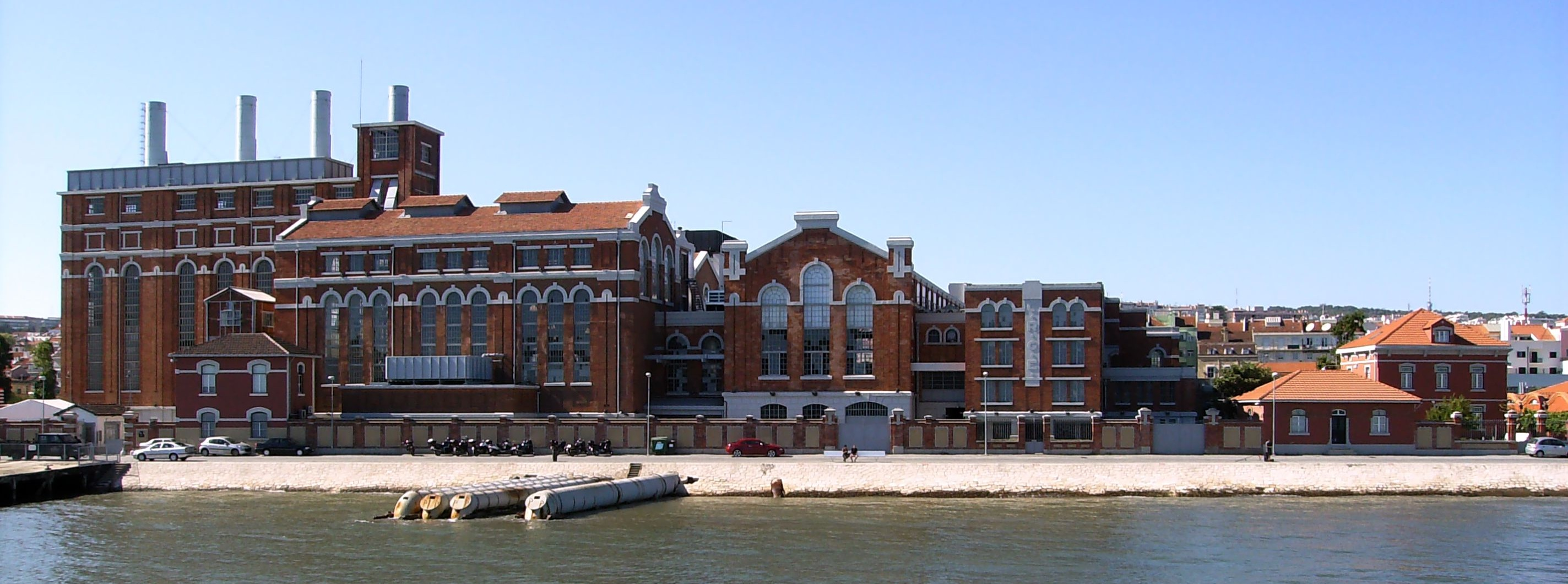
Vista desde el río Tajo del edificio que albergaba la primitiva Central Tejo, ahora sede del Museo de la Electricidad de Lisboa

El conjunto arquitectónico de la Central Tejo, después de las sucesivas transformaciones y ampliaciones al largo de los años, se mantiene en un perfecto estado de conservación. Se trata de un gran conjunto fabril de la primera mitad de siglo XX reutilizado para fines museológicos con una estética personal y un material que sobresale sobre el resto: el ladrillo. El ladrillo es el elemento unificador del conjunto y aquel que le otorga ornamentación pero, en su interior, soportándolo todo, se encuentra una estructura de hierro que es el verdadero esqueleto de los edificios.

## Primitiva Central Tejo
Anteriormente al actual conjunto industrial, existió una pequeña “fábrica de electricidad”, la primitiva Central Tejo, a la que popularmente se le llamó Central da Junqueira por estar junto a la calle de la Junqueira, del cual no persiste nada. Fue un edificio construido en 1909, basada en la proyecto ingeniero de Lucien Neu y ejecutado por la firma Vieillard & Touzet, con una estética claramente modernista y una decoración localizada, principalmente, en sus fachadas norte-sur, a la cual se le adosaban tres naves industriales por el costado occidental que alojaban las calderas. De la antigua central destacaban las dos esbeltas chimeneas, una realizada en ladrillo y la otra en hierro con forma troncocónica invertida, que sobresalían de todo el conjunto.
Las fachadas norte-sur de la nave principal, donde se situaban los generadores, estaban decoradas con semejanza al modernismo proveniente de la arquitectura del hierro, como estaciones de ferrocarril o mercados, instalado en Portugal hacía poco. Tenían una estructura de tres calles separadas por pilastras, pequeños frisos dentados recorriéndola horizontalmente y un gran frontón quebrado que la culminaba. Las calles laterales tenían dos vanos siendo, el inferior, adintelado, y el superior con arco rebajado. El cuerpo central, de mayor envergadura que los laterales, destacaba por su gran vano que recorría la fachada de arriba abajo adentrándose en el frontón obligándolo a sobrealzarse. En el alfiz del arco de medio punto, grabado sobre azulejo, se podía apreciar la leyenda: “1909 / Cªs Reunidas Gaz e Electricidade / Estação Eléctrica Central Tejo”.
De final del siglo XIX, son las naves industriales de la antigua refinería de azúcar situada junto a la central, propiedad de la antigua Companhia de Açúcar de Moçambique, las cuales fueron adquiridas a raíz de la demolición de la primitiva Central Tejo. Se trata de una pequeña fábrica sin gran ornamentación pero con una forma muy característica. Está compuesta por dos naves longitudinales, cubiertas de forma serrada y una especie de torre central, donde se realizaba la mayor parte del proceso de cristalización, y cuatro naves longitudinales en la parte occidental cubiertas a dos aguas. Todos los vanos están protegidos por una moldura realizada en ladrillo y tienen un remate de arco rebajado.

## Actual Central Tejo

### Fase de Baja Presión
Las naves de Baja Presión comenzaron a construirse en la mitad de la década de 1910, aunque fueron realizándose diversas ampliaciones hasta 1930, en un contexto marcado por el modernismo (llamado en Portugal Arte Nova), estas naves de la central se construirán estéticamente siguiendo sus parámetros. Su estructura está realizada con una arquitectura de hierro y está revestida con el característico ladrillo que seguirá, también, en el edificio de alta presión.
La antigua Sala de Calderas son cuatro naves industriales, tres de ellas de la misma medida y una de mayor tamaño, cubiertas a dos aguas, que crean un único espacio diáfano en su interior; así mismo, dos naves dispuestas transversalmente en la parte de levante siguen la misma estética modernista, aunque el edificio de la subestación eléctrica y los despachos, el más alejado, no tiene la cubrición a dos aguas.
Las fachadas cortas destacan por sus grandes oberturas verticales rematadas con arco de medio punto y moldura; sobre ellas, una especie de frontón con el remate sobrealzado y con un dintel que cierra el espacio. Abajo de todo esto un basamento liso, que no deja entrever el ladrillo y las molduras de un arco rebajado simulando aberturas (algunas sí son vanos), “soporta” el resto de la fachada. 
Por su parte, la fachada de la Sala de Máquinas merece una atención especial; es la que presenta mayores aspectos modernistas y más motivos decorativos, como ya aconteció en la primitiva Central Tejo y en la mayoría de centrales de la época (tal vez por ser el corazón productivo de estas), sin dejar de seguir la estética del resto del conjunto. Su basamento ya presenta algunas diferencias. Tiene una decoración de sillares simulados, estando los inferiores sin desbastar; además, en la dovela central de cada oberta se encuentra una clave. Ya en el piso de ladrillo, también se muestran los tres grandes ventanales con arcos de medio punto pero, el central, es de mayor tamaño y una moldura corrida, con una llave en la cúspide de los arcos, atraviesa toda la fachada hasta las laterales. El remate, también formado por un frontón roto, muestra unas molduras decorativas realizadas con ladrillos simulando arquillos lombardos. Los extremos de la fachada son hechos a través de unas pilastras que nacen del basamento y se alzan hasta el frontón, recordando dos pequeñas torres de las fachadas eclesiásticas.
Las fachadas longitudinales muestran una composición armónica con una división de tres calles separadas por grandes pilastras; en cada calle se introducen tres ventanales verticales ornamentados con una moldura corrida que atraviesa todo el lateral. Sobre este cuerpo de ventanas verticales hay una especie de friso con tres ventanas cuadradas.

### Fase de Alta Presión
En el Edificio de Alta Presión los motivos decorativos son diferentes al de baja presión, con influencias clasicistas, ganando altura y monumentalidad; no obstante, respeta la misma estética de revestimiento con la utilización del ladrillo en todo su conjunto. Además, hacia el interior, al igual que ocurre en la sala de calderas de baja presión, el piso que divide los cinzeiros de las calderas están cubiertos con bovedillas paralelas de medio punto con la única diferencia que, en la baja presión se realizaron con ladrillo y, en la alta, con hormigón armado.El edificio fue construido en la década de los años 40 del siglo XX, con una visión hacia el pasado, a las influencias clásicas de los palacios renacentistas, fiel reflejo de la época en que fue construida, dentro de un contexto autoritario que vivía Portugal entonces. Su estructura es una auténtica obra de ingeniería, se trata de una obra única en Lisboa de arquitectura del hierro que soporta no sólo el revestimiento de ladrillo, sino también las calderas, las chimeneas y el depósito de agua, situado en la cima. Estéticamente, la fachada sigue los modelos de un palacio del renacimiento o, lo que es lo mismo: basa, pilastra y entablamento. El cuerpo principal está organizado a base de grandes ventanales verticales con arcos de medio punto, llave central y moldura corrida por toda la fachada; entre ellos, se encuentran grandes pilastras que abrazan toda la fachada, desde el basamento hasta el entablamento, atravesando los tres cuerpos.
El entablamento superior tiene dos frisos independientes, el inferior está ornamentado con casetones ciegos enmarcados en molduras y, el superior, responde a la misma organización aunque con vanos abiertos. En la parte más cercana al edificio de baja presión, una pequeña torre sobresale entre la fachada y, finalmente, ya alzándose sobre todo lo demás, se encuentran las cuatro chimeneas de las calderas de alta presión, donde se puede observar su gran altura y, en su base, todo el mecanismo de liberación y aprovechamiento del aire.
Así, desde cualquier punto de vista y, si cabe, aún más desde la conseguida en la ribera del Tajo, el conjunto de la Central Tejo se alza sobre cualquier otro edificio de alrededor debido, no sólo a su monumentalidad y tamaño, sino también a su estética ornamental con ladrillos que hace creer, difícilmente, que era una fábrica que producía electricidad.